# Eve Arden

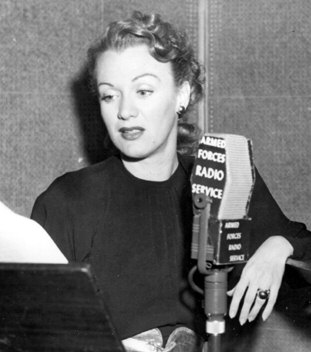
Eve Arden in einer Sendung des Armed Forces Radio Service, ca. 1940

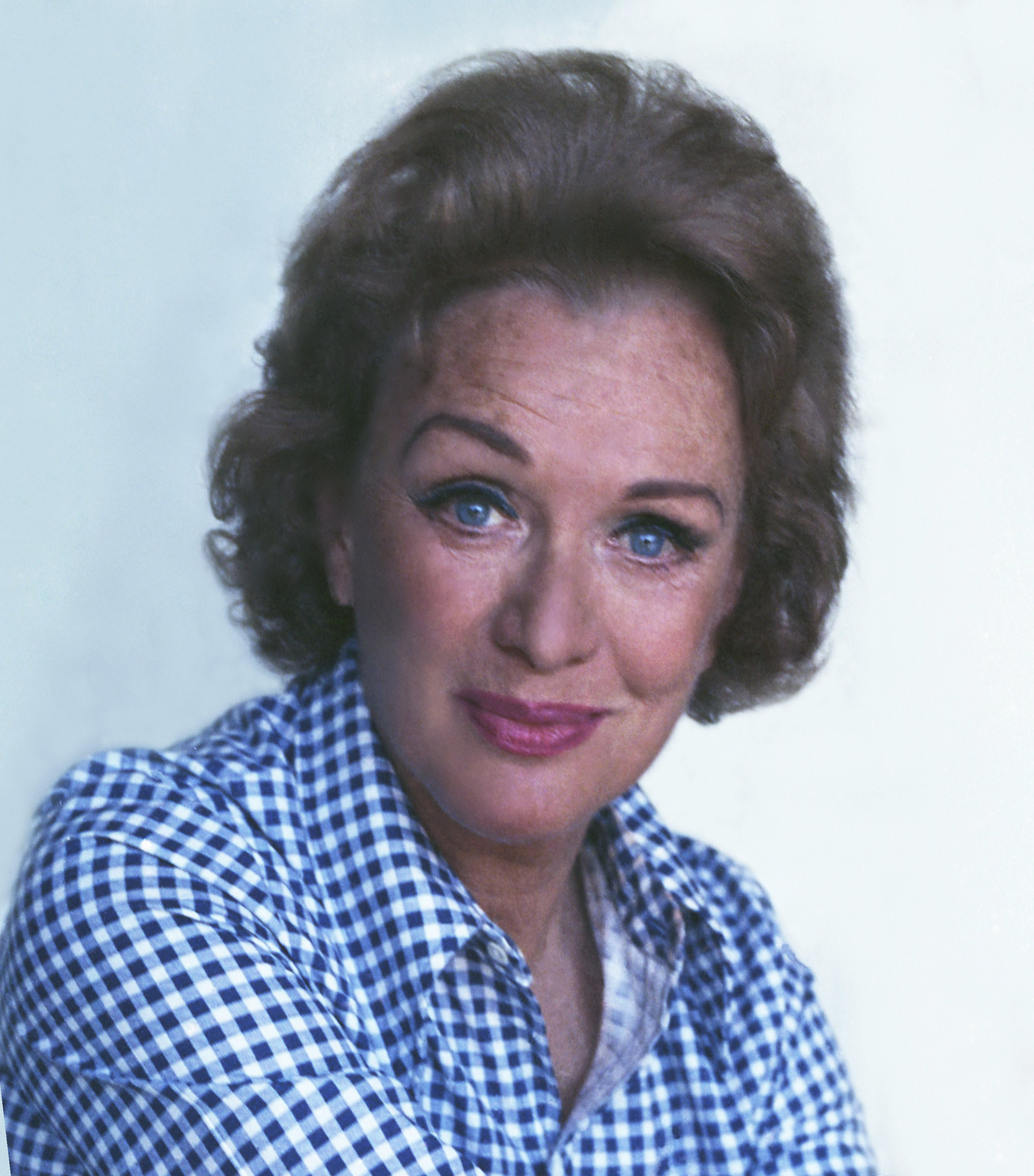
Eve Arden 1973 (Foto: Alan Warren)

Eve Arden (eigentlich Eunice Mary Quedens, * 30. April 1908 in Mill Valley, Kalifornien; † 12. November 1990 in Los Angeles) war eine US-amerikanische Schauspielerin.

## Leben
Eunice Mary Quedens wurde als Tochter von Lucille und Charles Peter Quedens geboren. Ihre Eltern ließen sich scheiden, als sie noch ein Kind war. Mit 16 Jahren verließ sie die Tamalpais High School und trat einer Theatergesellschaft bei. Ihr Filmdebüt gab sie 1929 unter ihrem echten Namen in dem Musical Song of Love. Bei ihrem Broadwaydebüt 1934 in Ziegfeld Follies trat sie bereits unter dem Künstlernamen Eve Arden auf. Sie wurde dabei von dem Theaterproduzenten Lee Shubert angehalten, einen Künstlernamen zu wählen. Sie wählte dabei eine Kombination zweier Kosmetikprodukte, nämlich Evening in Paris und Elizabeth Arden.
Arden war ab den späten 1930er-Jahren regelmäßig in Hollywood-Spielfilmen zu sehen, wobei sie sich auf die Darstellung sarkastischer und selbstbewusster Frauen in Nebenrollen spezialisierte. Oft hatte sie die komischsten Sätze, jedoch bekamen ihre Figuren am Ende nur selten einen Mann ab. Ein Beispiel für dieses Rollenfach war ihr Auftritt als beste Freundin von Joan Crawford in Solange ein Herz schlägt, wofür sie 1946 für einen Oscar für die beste Nebendarstellerin nominiert wurde. 1959 war sie in Anatomie eines Mordes die schlagfertige Sekretärin des Rechtsanwalts Paul Biegler, dargestellt von James Stewart. In der Musicalverfilmung Grease spielte sie 1978 die Schuldirektorin McGee.
Im Fernsehen erreichte Arden schließlich auch in Hauptrollen Popularität, so spielte sie von 1952 bis 1956 die Hauptrolle einer engagierten Highschool-Lehrerin in der Familienserie Our Miss Brooks. Von 1957 bis 1958 hatte sie ihre eigene The Eve Arden Show. Es folgten zahlreiche Gastrollen in Fernsehserien wie in Vegas, Love Boat und Hart aber herzlich. Ihre letzte Rolle spielte sie 1987 als Lillian Nash in der Prime-Time-Soap Falcon Crest.
Am 8. Februar 1960 erhielt sie ihren Stern am Hollywood Walk of Fame in den Kategorien Fernsehen und Radio. Seit 1995 gehört sie der Radio Hall of Fame an.
Arden starb im Alter von 82 Jahren an Darmkrebs und einer Herzerkrankung. Sie ist auf dem Westwood Village Memorial Park Cemetery im kalifornischen Westwood bestattet. Die Schauspielerin war zweimal verheiratet, von 1939 bis 1947 in einer kinderlosen Ehe mit Ned Bergen und nach der Scheidung ab 1952 mit Brooks West, bis zu dessen Tod 1984, wobei sie vier gemeinsame Kinder hatten.

## Filmografie (Auswahl)

### Kinofilme
- 1929: Song of Love
- 1933: Ich tanze nur für Dich (Dancing Lady)
- 1937: Oh, Doctor!
- 1937: Bühneneingang (Stage Door)
- 1939: Die Marx Brothers im Zirkus (At the Circus)
- 1939: Zauberer der Liebe (Eternally Yours)
- 1940: Comrade X
- 1941: Ehekomödie (That Uncertain Feeling)
- 1941: Herzen in Flammen (Manpower)
- 1941: Mädchen im Rampenlicht (Ziegfeld Girl)
- 1943: Hit Parade of 1943
- 1944: Es tanzt die Göttin (Cover Girl)
- 1945: Earl Carroll Vanities
- 1945: Solange ein Herz schlägt (Mildred Pierce)
- 1946: Tag und Nacht denk’ ich an Dich (Night and Day)
- 1946: Der Held des Tages (The Kid from Brooklyn)
- 1947: Lied des Orients (Song of Scheherazade)
- 1947: Venus macht Seitensprünge (One Touch of Venus)
- 1947: Ehebruch (The Unfaithful)
- 1948: Das war ein Kampf (Whiplash)
- 1949: Glück in Seenot (The Lady Takes a Sailor)
- 1949: Mein Traum bist Du (My Dream Is Yours)
- 1950: Ärger in Cactus Creek (Curtain Call at Cactus Creek)
- 1950: Bezaubernde Frau (Tea for Two)
- 1950: Three Husbands
- 1951: Goodbye, My Fancy
- 1952: Wir sind gar nicht verheiratet (We’re Not Married!)
- 1959: Anatomie eines Mordes (Anatomy of a Murder)
- 1960: Das Dunkel am Ende der Treppe (The Dark at the Top of the Stairs)
- 1965: Sergeant Dead Head
- 1975: Der Retorten-Goliath (The Strongest Man in the World)
- 1978: Grease
- 1981: Geheimauftrag Hollywood (Under the Rainbow)
- 1982: Freitag der 713. (Pandemonium)
- 1982: Grease 2

### Fernsehserien
- 1952–1956: Our Miss Brooks (130 Episoden)
- 1955: I Love Lucy (eine Episode)
- 1957–1958: The Eve Arden Show (26 Episoden)
- 1966: Verliebt in eine Hexe (Bewitched, eine Episode)
- 1967–1969: The Mothers-In-Law (56 Episoden)
- 1979: Vegas (eine Episode)
- 1980: Love Boat (The Love Boat, zwei Episoden)
- 1980: Hart aber herzlich (Hart to Hart, Fernsehserie, Folge Haie im Frisiersalon)
- 1980: Die Traumfabrik (The Dream Merchants; Fernseh-Miniserie)
- 1987: Falcon Crest (eine Episode)

## Auszeichnungen (Auswahl)
Oscar
- 1946: Nominierung als Beste Nebendarstellerin für Solange ein Herz schlägt

Laurel Award
- 1960: Nominierung als Beste Nebendarstellerin für Anatomie eines Mordes
- 1961: Nominierung als Beste Nebendarstellerin für Das Dunkle am Ende der Treppe